# August Kubizek
August Friedrich Kubizek, pseudonim Gustl (ur. 3 sierpnia 1888 w Linzu, zm. 23 października 1956 w Eferdingu) – austriacki dyrygent pochodzenia czeskiego, przyjaciel Adolfa Hitlera z okresu młodości.

## Życiorys
August Kubizek urodził się 3 sierpnia 1888 roku w austriackim mieście Linz (wówczas leżącego w Austro-Węgrzech), w rodzinie o pochodzeniu czesko-sudecko-niemieckim. Był jedynym żyjącym dzieckiem tapicera Michaela Kubíčka i Marii Panholzer-Bláhovej, jego trzy siostry zmarły w wieku niemowlęcym. Został ochrzczony na katolika w kościele św. Macieja. Po ukończeniu szkoły podstawowej pomagał ojcu w pracy.
Adolfa Hitlera spotkał po raz pierwszy w dniu Wszystkich Świętych w „teatrze” (Landesbühne) w Linzu w 1904 roku. Szybko stali się najbliższymi przyjaciółmi i regularnie uczęszczali razem do oper. Obaj uwielbiali twórczość takich kompozytorów jak Richard Wagner, Gustav Mahler i Felix Mendelssohn-Bartholdy. Kubizek miał pierwotnie iść w ślady ojca i zostać tapicerem, ale skrycie marzył o zastaniu dyrygentem, do czego bardzo zachęcał go Hitler. Poświęcał, więc coraz więcej czasu kończąc wszystkie dostępne mu kursy muzyczne w Linzu, jednak aby osiągnąć swój cel, potrzebował wyższego wykształcenia, które było możliwe jedynie w Wiedniu. To właśnie 18-letni Hitler miał pod koniec 1907 roku przekonać ojca Kubizka, aby ten pozwolił synowi wyjechać do stolicy Austrii. Jak sam Kubizek twierdził, to na zawsze zmieniło jego życie.
W lutym 1908 roku Kubizek i Hitler zamieszkali razem w wynajętym mieszkaniu przy Stumpergasse 31 w Wiedniu, gdy obaj starali się o przyjęcie na studia. Kubizek został przyjęty na Wiedeński Uniwersytet Muzyki i Sztuk Scenicznych. Hitler za to podszedł do egzaminu wstępnego na Wiedeńską Akademie Sztuk Pięknych już w październiku 1907 roku, ale poniósł porażkę, co przez pewien czas ukrywał przed swoim przyjacielem, gdy w końcu mu się przyznał, miał w złości powiedzieć: 

Nie przyjęli mnie, wyrzucili, jestem wykluczony (...) Akademia to same stare zakute łby, biurokraci baz krzty zrozumienia, głupawe urzędnicze kreatury! Wysadzić w powietrze całą tę akademie!

W październiku 1908 roku, gdy Kubizek przebywał u swojej rodziny w Linzu, Hitler podjął drugą próbę dostania się do Wiedeńskiej Akademii Sztuk Pięknych, ale zakończyła się ona kolejnym niepowodzeniem. Gdy Kubizek wrócił do Wiednia w listopadzie tego samego roku, zastał mieszkanie puste. Hitler zerwał kontakt z przyjacielem i przez kolejne lata błąkał się bez celu po Wiedniu, o czym sam Kubizek nie wiedział.
Kubizek ukończył studia w 1912 roku i został zatrudniony jako dyrygent w mieście Marburg (dziś Maribor w Słowenii). Jego dalszą karierę pokrzyżował wybuch I wojny światowej. Przed wyjazdem na front ożenił się ze skrzypaczką Anną Funke, z którą miał trzech synów: Augustina, Karla i Rudolfa. W czasie wojny służył w rezerwie armii austro-węgierskiej. W 1915 roku został ranny na froncie wschodnim w Eperjes i przewieziony do szpitala w Budapeszcie. Po miesiącach rekonwalescencji Kubizek powrócił na front i rozpoczął służbę w korpusie zmotoryzowanym w Wiedniu. Po wojnie Kubizek przyjął posadę urzędnika w radzie miejskiej Eferding, traktując muzykę jedynie jako hobby.
Około 1920 roku Kubizek przeczytał o Hitlerze w gazecie Münchner Illustrierte. Od tej pory zaczął śledzić karierę polityczną swojego dawnego przyjaciela, choć nie próbował się z nim skontaktować. W 1933 roku Kubizek wysłał Hitlerowi pocztówkę z gratulacjami z okazji nominacji na kanclerza Niemiec. Pół roku później Kubicek otrzymał odpowiedź, w której Hitler napisał, że chętnie odnowi przyjaźń.
Po aneksji Austrii, już jako Führer Rzeszy, w kwietniu 1938 roku Hitler odwiedził Linz. 30 lat po zerwaniu kontaktu z Kubizkiem, obaj spotkali się w hotelu Weinzinger i rozmawiali przez ponad godzinę. Hitler zaproponował swojemu staremu przyjacielowi prominentne stanowisko w orkiestrze, ale Kubizek odmówił. W 1939 roku Hitler zaprosił Kubizka na Festiwal w Bayreuth jako swojego osobistego gościa.
Od 1938 roku Kubizek pisał broszury dla  partii nazistowskiej  o swojej przyjaźni z przywódcą III Rzeszy z młodzieńczych lat.
Kubizek i Hitler ostatni raz spotkali się 23 lipca 1940 roku. Gdy losy wojny zaczęły obracać się przeciwko Hitlerowi, Kubizek, który wcześniej nie bardzo interesował się polityką, w 1942 roku został członkiem NSDAP, w geście lojalności wobec starego przyjaciela.
W 1945 roku Kubizek zebrał kolekcję pocztówek i innych pamiątek, które Hitler wysyłał mu w młodości i starannie ukrył je w piwnicy swojego domu w Eferding. Wkrótce został aresztowany przez Amerykanów i przetrzymywany w obozie w Glasenbach, gdzie był przesłuchiwany. Wyszedł na wolność w 1947 roku. W 1951 roku opublikował książkę Adolf Hitler, mein Jugendfreund („Adolf Hitler. Mój przyjaciel z młodości”). W 1956 roku Kubizek został mianowany pierwszym honorowym członkiem Towarzystwa Muzycznego Eferdingu. Zmarł 23 października 1956 roku w wieku 68 lat. Został pochowany w Eferdingu.